# Thorsten Schorn

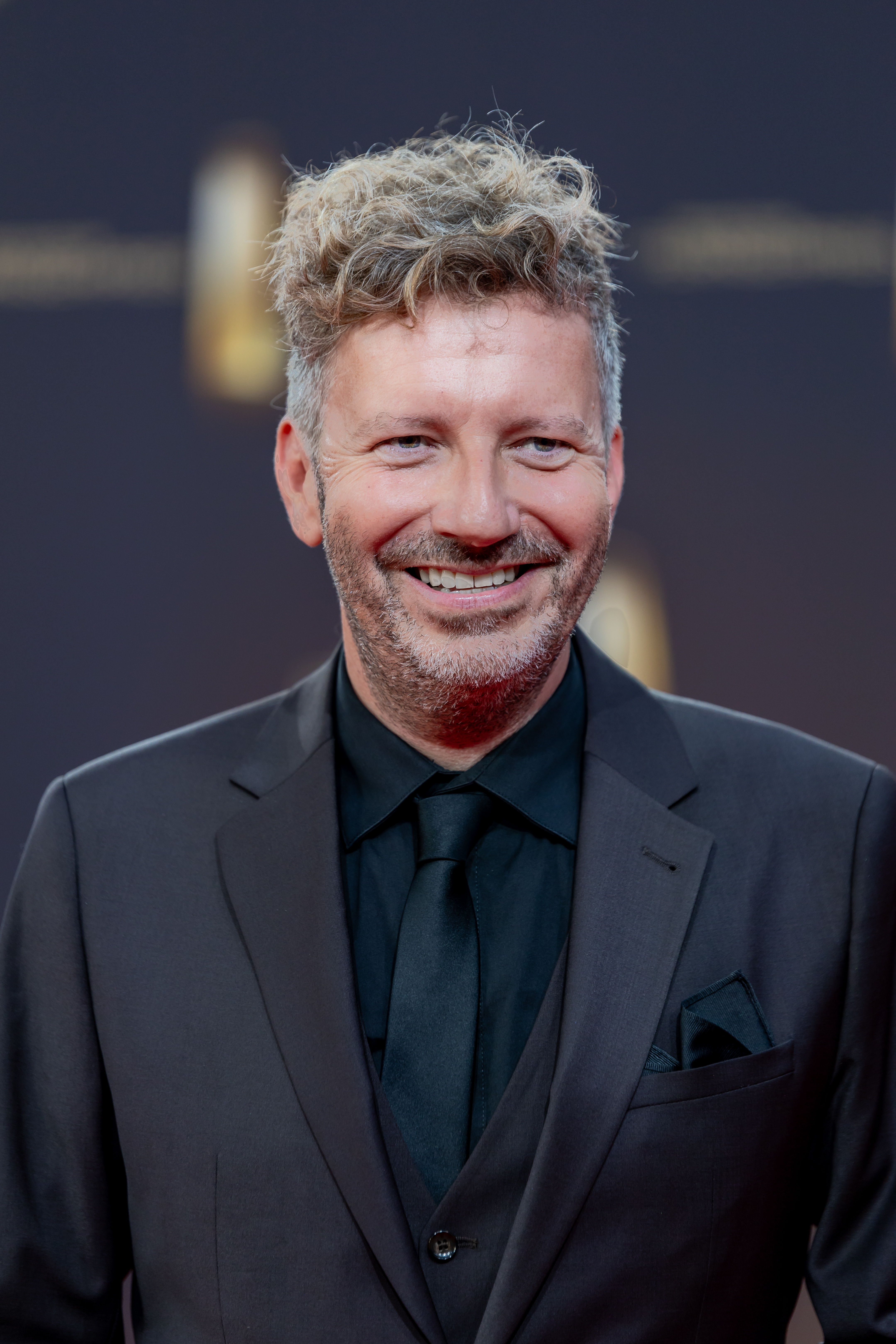
Thorsten Schorn (2023)

Thorsten Schorn (* 2. April 1976 in Köln) ist ein deutscher Radio- und Fernsehmoderator. Von 2001 bis 2017 war er Moderator bei 1 Live, seit 2017 ist er Moderator bei WDR 2. Seit 2024 ist er deutscher Kommentator des Eurovision Song Contests.

## Karriere

### Radio
Von 1997 bis 1999 absolvierte Schorn ein Volontariat bei Radio Neandertal in Mettmann, wo er bis 2000 die Frühsendung moderierte. Von 1999 bis 2003 war er außerdem Morgen-Moderator bei hr XXL, dem früheren Jugendprogramm des Hessischen Rundfunks. Von 2001 bis 2017 war Schorn Moderator bei 1 Live. Im Wechsel mit Ingmar Stadelmann moderierte er zuletzt montags bis freitags die Vormittagsstrecke. Gelegentlich präsentierte er zudem montagabends die mittlerweile eingestellte Fußballsendung 1LIVE Elfer.
In jedem Frühjahr moderierte er die Finalrunde des 1LIVE-Schulduells. Mit diesem Format war Schorn für den Deutschen Radiopreis 2013 nominiert. 2015 wurde er dort in der Kategorie Bester Moderator ausgezeichnet. Im Januar 2014 outete er sich auf 1LIVE mit den Worten „Ich bin Thorsten Schorn und schwul und tschüss.“ Seit Juni 2017 moderiert er nachmittags bei WDR 2.

### Fernsehen
Erste Erfahrungen bei Fernsehproduktionen sammelte Schorn als Warm-Upper, zuletzt bei Wer wird Millionär?, wo er heute noch als Reporter in den Überraschungsspecials auftritt. Seit 2005 war er regelmäßig als Außenreporter in den Sendungen Zimmer frei! und stern TV zu sehen, wo er unter anderem Günther Jauchs Abschiedssendung im Januar 2011 moderierte. Aus seinen Klingelaktionen ist bereits 2006 mit Kochüberfall ein eigenes Format entstanden.
Samstagabenderfahrung sammelte Schorn 2007 als Moderator der RTL-Show Wer glaubt denn sowas? Quizmaster war er für die ARD in der ersten Staffel Die beste Klasse Deutschlands. Zusammen mit seiner Radiokollegin Sabine Heinrich präsentierte er im WDR-Sommerprogramm 2006 das tägliche Late-Night-Format Schorn und Heinrich. Für VOX moderierte Schorn seit 2010 die Sendungen Hilfe, mein Mann ist ein Heimwerker! und Wer is(s)t besser? Er war beim Eurovision-Song-Contest-Finale 2011 in Düsseldorf Reporter für das tägliche Magazin im ARD-Vorabend, ist als ESC-Experte bei Phoenix aufgetreten und hat für den Hessischen Rundfunk gemeinsam mit Tim Frühling mehrere Sondersendungen moderiert.
Schorn ist Off-Sprecher der mit dem Deutschen Fernsehpreis ausgezeichneten VOX-Styling-Doku Shopping Queen sowie deren Promiausgaben. Von 2013 bis 2015 moderierte er gemeinsam mit Janine Steeger die RTL-Sendung Nicht mit uns! In den Fernsehserien Pastewka, Verbotene Liebe und Countdown – Die Jagd beginnt hat Schorn als Radiostimme mitgewirkt. Zusammen mit Anja Backhaus spielte Schorn als Hörfunkmoderator in einem Werbespot für Kraft.
Im Dezember 2015 moderierte er in der Folge 1559 aus Anlass des dreißigjährigen Bestehens der Serie die erste Live-Übertragung der Lindenstraße. Im März 2016 moderierte Schorn im WDR die Übertragung des nachgeholten Rosenmontagszugs in Düsseldorf. Seit 2017 kommentiert er gemeinsam mit Monika Salchert die Zusammenfassung des Kölner Rosenmontagszugs im Ersten.
2017 war er auf RTLplus als Co-Moderator in der Neuauflage von Der Preis ist heiß neben Wolfram Kons zu sehen. Seit August 2018 fungiert er bei RTL als Spielleiter und Kommentator der Unterhaltungsshow Denn sie wissen nicht, was passiert, in der Günther Jauch, Thomas Gottschalk und Barbara Schöneberger per Zufallsprinzip erfahren, wer die Sendung moderiert und welche verbliebenen Moderatoren in diversen Spielen gegen prominente Gäste antreten. Im Mai 2024 kommentierte Schorn als Nachfolger von Peter Urban für die ARD die Halbfinale und das Finale des Eurovision Song Contest aus Malmö. Diese Aufgabe hat er auch 2025 für die Shows des Eurovision Song Contest aus Basel wieder übernommen.

## Fernsehen

### Fortlaufend
- seit 2012: Shopping Queen (VOX, Off-Sprecher)
- seit 2017: Kölner Rosenmontagszug (Das Erste, Kommentator)
- seit 2018: Denn sie wissen nicht, was passiert (RTL, Kommentator & Schiedsrichter)
- seit 2021: Guidos Deko Queen (VOX, Off-Sprecher)
- seit 2022: Der Preis ist heiß (RTL/RTL Zwei, Co-Moderator)
- seit 2024: Eurovision Song Contest (Das Erste/One, Kommentator)

### Früher
- 2002–2003: Come 2gether (RTL Zwei, Moderator)
- 2005–2015: stern TV (RTL, Außenreporter)
- 2005–2016: Zimmer frei! (WDR, Außenreporter)
- 2006: Schorn und Heinrich (WDR, Moderator)
- 2006: Kochüberfall (RTL, Moderator)
- 2007: Wer glaubt denn sowas? (RTL, Moderator)
- 2008: Die beste Klasse Deutschlands (KiKA und Das Erste, Moderator)
- 2010–2011: Hilfe, mein Mann ist ein Heimwerker! (VOX, Moderator)
- 2011: Stern TV (RTL, Moderator der Abschiedssendung von Günther Jauch am 5. Januar 2011)
- 2011: Wer is(s)t besser? (VOX, Moderator)
- 2011: Die Show für Deutschland – Countdown für Lena (Das Erste, Reporter)
- 2013: Deutschland sucht den Superstar (RTL, Off-Sprecher)
- 2013–2015: Nicht mit uns! (RTL, Moderator)
- 2014–2022: Hirschhausens Quiz des Menschen (Das Erste, Off-Sprecher)
- 2015: Lindenstraße (Das Erste, Moderator Folge 1559)
- 2016: Das Tausch-Duell (WDR, Mitwirkender)
- 2016: Endlich Rosenmontag! – Der große Karnevalszug live aus Düsseldorf (WDR, Moderator)
- 2016: Was wollt Ihr denn?! (WDR, Moderator)
- 2017: Der Preis ist heiß (RTLup, Co-Moderator)
- 2018: Beat the Box (VOX, Off-Sprecher)
- 2019: 50 Jahre ZDF-Hitparade (ZDF, Off-Sprecher)
- 2019–2022: Prince Charming (RTL+, Off-Sprecher)
- 2020: Bye Bye Lindenstraße (Das Erste, Off-Sprecher)
- 2020–2023: Die Countdown Show (WDR, Off-Sprecher)
- 2022: Das Liebeskarussell (RTL Passion, Moderator)
- 2023: Jetzt knallt’s (RTL, Off-Sprecher)
- 2023: Charming Boys (RTL+, Off-Sprecher)
- 2025: Du gewinnst hier nicht die Million bei Stefan Raab – ESC-Special (RTL+, RTL)

## Radio
- 2001–2017: 1 Live
- seit 2017: WDR 2

## Auszeichnungen
- 2015: Deutscher Radiopreis in der Kategorie „Bester Moderator“[14]
- 2020: Deutscher Fernsehpreis in der Kategorie „Beste Moderation/Einzelleistung Unterhaltung“